# The Actor
"The Actor" är en singel av det danska mjukrockbandet Michael Learns to Rock. Låten låg på bandets självtitulerade debutalbum  Michael Learns to Rock 1991. Bandet hade spelat låten regelbundet under sina Asienturnéer.

## Listplaceringar
"The Actor" har blev framgångsrik på europeiska topplistan. Låten toppade den norska singellistan Charts. Den hördes också på svenska svenska singellistan, och den schweiziska singellistan.
På Tracks gjorde låten succé 1992 och blev det årets fjärde största hit.

## Låtlista
MLTR - Greatest Hits
| Nr | Titel     | Längd |
| -- | --------- | ----- |
| 1. | The Actor | 4.09  |

## Listplaceringar
| Lista (1992)             | Topplacering |
| ------------------------ | ------------ |
| Norska singellistan      | 1            |
| Schweiziska singellistan | 32           |
| Svenska singellistan     | 7            |

### Listor
Den här artikeln är helt eller delvis baserad på material från engelskspråkiga Wikipedia.